# Pseudocorynopoma
Pseudocorynopoma es un género de peces de agua dulce de la familia Characidae en el orden Characiformes. Las 2 especies que lo integran son habituales peces de acuarismo; allí son denominadas popularmente mojarras de velo, en razón de las alargadas aletas de los machos. En ambas la longitud total ronda los 6 cm. Se distribuye en los cursos fluviales subtropicales del centro-este de Sudamérica, hacia el sur hasta la cuenca del Plata, llegando por el sur hasta los arroyos de la provincia de Buenos Aires, en el centro-este de la Argentina. 

## Taxonomía
Este género fue descrito originalmente en el año 1891 por el zoólogo Alberto Perugia. La especie tipo es Pseudocorynopoma doriae. La localidad tipo es: «Río de la Plata».
Especies
Este género se subdivide en sólo 2 especies:
- Pseudocorynopoma doriae Perugia, 1891
- Pseudocorynopoma heterandria C. H. Eigenmann, 1914[3]

## Distribución geográfica
Se encuentra en Sudamérica, en la cuenca del Plata en el centro-este de la Argentina, Uruguay, y sur del Brasil (P doriae); y en ríos costeros de aguas claras en los estados de Paraná y São Paulo, Brasil (P heterandria).